# Oue
Oue is een plaats in de Deense regio Noord-Jutland, gemeente Mariagerfjord. De plaats telt 375 inwoners (2008).